# Orkanen Katia (2011)
Orkanen Katia var den elfte namngivna stormen 2011 och uppstod först som en tropisk depression 29 augusti utanför Västafrikas kust, men fördjupades sedan och blev tidvis en kategori 4-orkan (SSO, H4). Orkanen hade som mest vindar på 60 m/s. Den drog också över Sverige (12-13 september) och hade då som mest vindbyar på uppemot 30 m/s.